# Campionato italiano maschile di pallanuoto Under 16
Il campionato italiano maschile di pallanuoto Under-16 è stata una delle categorie dei campionati italiani maschili giovanili di pallanuoto, organizzato dalla Federazione Italiana Nuoto (FIN). È stato fondato nella stagione 2020-2021, quando ha preso il posto del campionato Under-15.

## Formula
Il torneo era aperto ad atleti con età inferiore ai sedici anni. Lo svolgimento prevedeva una fase preliminare regionale organizzata dai Comitati Regionali, e una fase finale nazionale organizzata dalla sezione pallanuotistica della FIN.

## Albo d'oro
| Stagione | Vincitore     | Secondo Posto | Terzo posto   | Note |
| 2021     | Pro Recco     | Roma Vis Nova | Roma Nuoto    |      |
| 2022     | Roma Vis Nova | Quinto        | Posillipo     |      |
| 2023     | Posillipo     | Lazio         | Roma Vis Nova |      |

## Scudetti per squadra
| Squadra       | Scudetti |
| Roma Vis Nova | 1        |
| Pro Recco     | 1        |
| Posillipo     | 1        |

## Scudetti per città
| Squadra | Scudetti |
| Recco   | 1        |
| Roma    | 1        |
| Napoli  | 1        |

## Scudetti per regione
| Squadra  | Scudetti |
| Liguria  | 1        |
| Lazio    | 1        |
| Campania | 1        |